# Irminrat
Irminrat (Erwähnungen von 780 bis 822) war eine Stifterin des Klosters Lorsch aus dem Maingau.

## Einträge mit Bezug zu Irminrat im Lorscher Codex

Lorscher Codex, Titelblatt

Urkunde 1719, Blatt 123

Im Lorscher Codex ist zum Beispiel in der Urkunde 3424 die Schenkung vom 30. März 806 aufgezeichnet. Der lateinische Text lautet in Übersetzung: „In Christi Namen, am 30. März im 38. Jahre des ((Kaiser Karl)). Ich, Irminrat, lasse dem hl. Märtyrer Nazarius eine Gabe zukommen. Sein Leib ruht im Lorscher Kloster, dessen Vorsteher der verehrungswürdige Abt Adalungus ist. Nach meinem Willen soll die Schenkung für alle Zeiten in Kraft bleiben, und ich versichere, dass ich sie vollkommen freiwillig gemacht habe. Ich übergebe im Maingau in Rumpenheim, in Bellingen und in Ewicheim  (Anm.: Auheim, heute Klein-, Großauheim) sechs Hufen und 40 Leibeigene.“
Obiger Urkundentext und die Texte der weiteren Schenkungen (im Jahr):
- Urkunde 1719 (780 oder 781) – Reg. 1637[1]
- Urkunde 2627 (822) – Reg. 3127[2]
- Urkunde 3093 (794) – Reg. 2483[3]
- Urkunde 3423 (816) – Reg. 3107[4]
- Urkunde 3424 (806) – Reg. 2943[5]

## Erste urkundliche Erwähnung vonEwichheim
Mit Urkunde 3424 erfolgte die erste Erwähnung des Ortes „Ewichheim“, aus dem später die Orte Großauheim und Klein-Auheim entstanden.
Seit der 1200-Jahr-Feier im Jahr 2006 wird jährlich in Großauheim vom dortigen Gewerbeverein der so genannte Irminratsmarkt organisiert, ein historisches Straßenfest, das in diesem Stadtteil von Hanau an das Mittelalter und die Zeit der Irminrat erinnert. Alle zwei Jahre wird aus der weiblichen Bevölkerung eine „Adlige Frau Irminrat“ ausgewählt, die diesen Ort nach außen, auch in der Hessischen Landeshauptstadt Wiesbaden beim jährlichen Empfang des Ministerpräsidenten, repräsentiert.